# Minnesota Orchestra
Das Minnesota Orchestra ist ein Sinfonieorchester aus Minneapolis, Minnesota. Es wurde 1903 gegründet und ist heute ein bekanntes Orchester in den Vereinigten Staaten.

## Geschichte

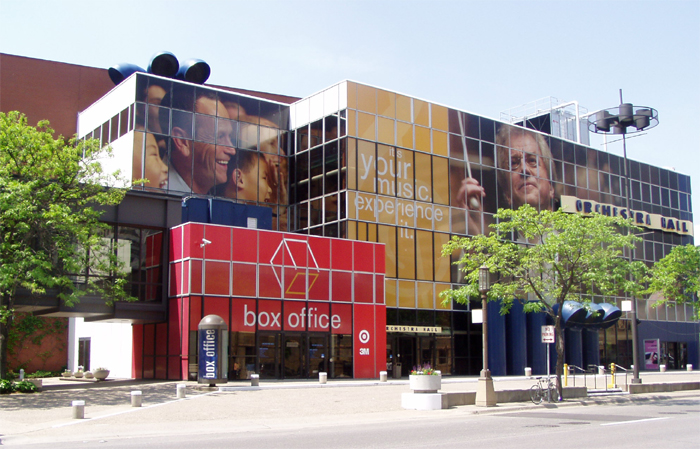
Orchestra Hall, Minneapolis

Das Orchester wurde 1903 als Minneapolis Symphony Orchestra von dem deutschen Immigranten Emil Oberhoffer gegründet. Die meisten Musiker kamen von dem Danz-Orchestra, welches Frank Danz in den Twin Cities aufgebaut hatte. 1907 ging es erstmals in Minnesota auf Tour, später im Mittleren Westen. Im Jahre 1912 trat das Orchester zum ersten Mal in New York City in der Carnegie Hall auf. In den 1920er Jahren wurde begonnen, Tonträgeraufnahmen kommerziell zu vermarkten und im Rundfunk auszustrahlen.
1954 nahm das Orchester unter der Leitung von Antal Doráti die von Tschaikowski vertonten Ballette Schwanensee, Dornröschen und Der Nussknacker auf. Die Produktion der im selben Jahr aufgenommenen Ouvertüre 1812 wurde später wiederholt, um diese nochmal in Stereo aufnehmen zu können. 1968 wurde das Orchester in Minnesota Orchestra umbenannt. Sechs Jahre später zog es von dem auf dem Campus der University of Minnesota gelegenen Northrop Memorial Auditorium in die neu erbaute Orchestra Hall in die Innenstadt von Minneapolis um. Mit dem Dirigenten Eiji Ōue nahm das Minnesota Orchestra in den 1990er Jahren zahlreiche vielbeachtete Tonträger auf, von denen sechs Grammy-Nominierungen erhielten. Im Jahr 2003 übernahm der Finne Osmo Vänskä das Amt des Chefdirigenten. Er begann 2004 ein fünfjähriges Projekt, bei dem er die kompletten Beethoven-Sinfonien aufnahm. Die CD-Aufnahme der neunten Sinfonie (mit dem Minnesota Chorale im Schlusschor) erhielt eine Grammy-Nominierung 2007. Die Einspielung der Sibelius-Sinfonien erfolgte in den Jahren 2012 bis 2016. Mit der 5. Sinfonie hat Vänskä im Jahr 2017 die Einspielung der Mahler-Sinfonien begonnen.
Das aus rund 100 Mitgliedern bestehende Ensemble spielt jährlich etwa 200 Konzerte. Neben regelmäßigen Auftritten in der Orchestra Hall geht es weltweit auf Tour. Konzertaufnahmen werden auf mehr als 120 Radiostationen ausgestrahlt und erreichen eine Reichweite über 200.000 Zuhörern pro Woche.

## Liste der Chefdirigenten
1. Emil Oberhoffer (1903–22)[1]
2. Henry Verbrugghen (1923–31)
3. Eugene Ormandy (1931–36)
4. Dimitri Mitropoulos (1937–49)
5. Antal Doráti (1949–60)
6. Stanisław Skrowaczewski (1960–79)
7. Neville Marriner (1979–86)
8. Edo de Waart (1986–95)
9. Eiji Oue (1995–2002)
10. Osmo Vänskä (2003–2022)
11. Thomas Søndergård (ab September 2023[2])